# 谷古美玲
谷古 美玲（たにこ みれい、2月10日 - ）は日本の女性声優。東京都出身。

## 略歴
プロ・フィット声優養成所卒。
以前はプロ・フィット（預かり）に所属していた。

## 人物
趣味は音楽鑑賞、お笑い、読書。スポーツは卓球、水泳、スキー。特技は着付け。

## 出演作品

### テレビアニメ
- アニ＊クリ15 『おんみつ☆姫』（稚児丸）
- スレイヤーズREVOLUTION（ゾラン）
- ナイトウィザード（子供）
- のらみみ（グモーラモ）

### フラッシュアニメ
- 海底ミカンの皮マイル（エイブラハム）